# Kinderhook, Illinois
Kinderhook är en by i Pike County i den amerikanska delstaten Illinois med en yta av 2 km² och en folkmängd, som uppgår till 249 invånare (2000). Kinderhookplåtarna, arkeologiska förfalskningar, "upptäcktes" i närheten av Kinderhook år 1843.